# Ardoisières de Monthermé et de Deville
Das Fauna-Flora-Habitat-Gebiet Ardoisières de Monthermé et de Deville (deutsch: Schiefergruben von Monthermé und Deville) umfasst die ehemaligen Schieferbrüche Malhanté, L'Echinat und Saint-Barnabé um die Ortschaften Monthermé und Deville im Département Ardennes im Nordosten Frankreichs. Die Stollen liegen in einem dicht bewaldeten Abschnitt des Maastals. Hier wurde etwa 550 Millionen Jahre altes kambrisches Schiefergestein abgebaut. Heute dienen die weitläufigen Stollensysteme zahlreichen Fledermausarten als Überwinterungsquartier. Neben den unten genannten Arten des Anhangs II der FFH-Richtlinie wurden auch die Große Bartfledermaus (Myotis brandti), die Wasserfledermaus (Myotis daubentoni), die Kleine Bartfledermaus (Myotis mystacinus) und die Fransenfledermaus (Myotis nattereri) beobachtet.
Als Beeinträchtigungen werden die intensive Freizeitnutzung und die Nutzung durch Höhlenforscher sowie wilde Müllablagerungen genannt.
Die Stollen liegen im Vogelschutzgebiet Plateau ardennais.

## Schutzzweck
Folgende Arten von gemeinschaftlichem Interesse kommen laut Standarddatenbogen im Gebiet vor:
| Bild                | EU Code | * | Art                 | wissenschaftlicher Name   | Artengruppe |
| ------------------- | ------- | - | ------------------- | ------------------------- | ----------- |
| Große Hufeisennase  | 1304    |   | Große Hufeisennase  | Rhinolophus ferrumequinum | Säugetiere  |
| Wimperfledermaus    | 1321    |   | Wimperfledermaus    | Myotis emarginatus        | Säugetiere  |
| Großes Mausohr      | 1324    |   | Großes Mausohr      | Myotis myotis             | Säugetiere  |
| Bechsteinfledermaus | 1323    |   | Bechsteinfledermaus | Myotis bechsteinii        | Säugetiere  |